# Orlen Cup
Orlen Cup (w latach 2005–2022 Lotos Cup) – rozgrywany od 2005 roku cykl zawodów dla młodych skoczków narciarskich, powstały w ramach programu rozwoju skoków narciarskich „Lotos Szukamy Następców Mistrza”.
Zawody odbywają się w kilku kategoriach – senior (2012) junior A (od 2011), junior B, junior C, junior D (od 2005) oraz junior E i kategorii dziewcząt (od 2008) – w edycji Lotos Cup 2012 dziewczęta rywalizowały w dwóch kategoriach: dziewczęta starsze (od 1998 i starsze) oraz dziewczęta młodsze (od 1999 i młodsze).
W dotychczasowych sezonach zawody odbywały się na skoczniach w Wiśle-Łabajowie, Zagórzu (Zakucie), Szczyrku-Bile, Szczyrku-Skalitem i w Zakopanem.

## Triumfatorzy

### 2005
Wisła, Zagórz, Szczyrk, Zakopane
- junior B: 1. Artur Broda 2. Jarosław Poloczek 3. Jakub Kot
- junior C: 1. Paweł Słowiok 2. Mateusz Kukuczka 3. Maciej Kot
- junior D: 1. Klemens Murańka 2. Bartłomiej Kłusek 3. Tomasz Byrt

### 2006
Wisła, Zagórz, Szczyrk, Zakopane
- junior B: 1. Jakub Kot 2. Mateusz Cieślar oraz Mateusz Kukuczka
- junior C: 1. Paweł Słowiok 2. Tomasz Byrt 3. Adam Cieślar
- junior D: 1. Aleksander Zniszczoł 2. Klemens Murańka 3. Kamil Byrt

### 2007
Wisła, Zakopane
- junior B: 1. Mateusz Cieślar 2. Kamil Kowal 3. Krzysztof Miętus
- junior C: 1. Paweł Słowiok 2. Tomasz Byrt 3. Klemens Murańka
- junior D: 1. Aleksander Zniszczoł 2. Krzysztof Leja 3. Damian Żyła

### 2008
Zagórz, Wisła, Zakopane
- junior B: 1. Paweł Słowiok 2. Adam Cieślar 3. Kamil Skrobot
- junior C: 1. Tomasz Byrt 2. Grzegorz Miętus 3. Aleksander Zniszczoł
- junior D: 1. Stanisław Biela 2. Damian Żyła 3. Krzysztof Biegun
- junior E: 1. Krzysztof Leja 2. Mateusz Hulbój 3. Michał Milczanowski
- dziewcz.: 1. Joanna Szwab 2. Magdalena Pałasz 3. Joanna Gawron

### 2009
Zagórz, Wisła, Szczyrk, Zakopane
- junior B: 1. Jędrzej Ścisłowicz 2. Artur Kukuła 3. Andrzej Szlembarski
- junior C: 1. Tomasz Byrt 2. Aleksander Zniszczoł 3. Andrzej Gąsienica
- junior D: 1. Krzysztof Leja 2. Damian Żyła 3. Jakub Wolny
- junior E: 1. Dawid Jarząbek 2. Krzysztof Kabot 3. Andrzej Pałasz
- dziewcz.: 1. Joanna Szwab 2. Magdalena Pałasz 3. Joanna Gawron

### 2010
Zagórz, Wisła, Szczyrk, Zakopane
- junior B: 1. Tomasz Byrt 2. Aleksander Zniszczoł 3. Bartłomiej Kłusek
- junior C: 1. Bartosz Gąsienica-Laskowy 2. Krzysztof Biegun 3. Kamil Byrt
- junior D: 1. Łukasz Podżorski 2. Krzysztof Leja 3. Michał Milczanowski
- junior E: 1. Dawid Jarząbek 2. Paweł Wąsek 3. Jakub Jurosz
- dziewcz.: 1. Joanna Gawron 2. Joanna Szwab 3. Magdalena Pałasz

### 2011
| Kategoria  | Zwycięzca                              | 2. miejsce                              | 3. miejsce                            | Skocznie                         |
| ---------- | -------------------------------------- | --------------------------------------- | ------------------------------------- | -------------------------------- |
| Junior A   | Mateusz Cieślar (KS Wisła Ustronianka) | Szczepan Kupczak (SMS Szczyrk)          | Andrzej Szlembarski (AZS Zakopane)    | Zagórz, Wisła, Szczyrk, Zakopane |
| Junior B   | Krzysztof Biegun (SMS Szczyrk)         | Andrzej Gąsienica (TS Wisła Zakopane)   | Mateusz Kojzar (KS Wisła Ustronianka) |                                  |
| Junior C   | Krzysztof Leja (AZS Zakopane)          | Łukasz Podżorski (KS Wisła Ustronianka) | Jakub Wolny (LKS Klimczok Bystra)     |                                  |
| Junior D   | Krzysztof Kabot (KS Wisła Ustronianka) | Dawid Jarząbek(TS Wisła Zakopane)       | Antoni Juroszek (TS Wisła Zakopane)   |                                  |
| Junior E   | Paweł Wąsek (LKS Olimpia Goleszów)     | Bartosz Czyż (KS Wisła Ustronianka)     | Tomasz Pilch (KS Wisła Ustronianka)   |                                  |
| Dziewczęta | Joanna Gawron (TS Wisła Zakopane)      | Joanna Szwab(TS Wisła Zakopane)         | Magdalena Pałasz (SMS Zakopane)       |                                  |

### 2012
| Kategoria          | Zwycięzca                                           | 2. miejsce                               | 3. miejsce                                                                                         | Skocznie                 |
| ------------------ | --------------------------------------------------- | ---------------------------------------- | -------------------------------------------------------------------------------------------------- | ------------------------ |
| Senior             | Łukasz Rutkowski (TS Wisła Zakopane)                | Mateusz Cieślar (KS Wisła Ustronianka)   | Kamil Skrobot (TS Wisła Zakopane)                                                                  | Wisła, Szczyrk, Zakopane |
| Junior A           | Artur Kukuła (KS Wisła Ustronianka)                 | Dawid Kanik (LKS Klimczok Bystra)        | Patryk Dunajski (KS Wisła Ustronianka)                                                             |                          |
| Junior B           | Mateusz Kojzar (KS Wisła Ustronianka)               | Szymon Szostok (KS Wisła Ustronianka)    | Krzysztof Biegun (SS-R LZS Sokół Szczyrk SMS Szczyrk)                                              |                          |
| Junior C           | Łukasz Podżorski (KS Wisła Ustronianka SMS Szczyrk) | Krzysztof Leja(AZS Zakopane)             | Mateusz Hulbój (PKS Olimpijczyk Gilowice SMS Szczyrk)                                              |                          |
| Junior D           | Dawid Jarząbek (TS Wisła Zakopane)                  | Paweł Wąsek (KS Wisła Ustronianka)       | Jakub Jurosz (KS Wisła Ustronianka)                                                                |                          |
| Junior E           | Tomasz Pilch (KS Wisła Ustronianka)                 | Jarosław Krzak(PKS Olimpijczyk Gilowice) | Mieczysław Kołtaś (AZS Zakopane)                                                                   |                          |
| Dziewczęta starsze | Joanna Gawron (TS Wisła Zakopane)                   | Joanna Szwab (TS Wisła Zakopane)         | Magdalena Pałasz (UKS Sołtysianie Stare Bystre - SMS Z-NE, Monika Luber (PKS Olimpijczyk Gilowice) |                          |
| Dziewczęta młodsze | Kinga Rajda (SS-R LZS Sokół Szczyrk)                | Anna Twardosz (PKS Olimpijczyk Gilowice) | Katarzyna Pałasz (UKS Sołtysianie Stare Bystre)                                                    |                          |

### 2015
| Kategoria          | Zwycięzca                                | 2. miejsce                                          | 3. miejsce                                | Skocznie         |
| ------------------ | ---------------------------------------- | --------------------------------------------------- | ----------------------------------------- | ---------------- |
| Senior             | Tomasz Byrt (KS Wisła Ustronianka)       | Jakub Kot (AZS Zakopane)                            | Artur Kukuła (KS Wisła Ustronianka)       | Szczyrk Zakopane |
| Junior A           | Przemysław Kantyka (LKS Klimczok Bystra) | Łukasz Podżorski (KS Wisła Ustronianka SMS Szczyrk) | Krzysztof Leja (AZS Zakopane)             | Szczyrk Zakopane |
| Junior B           | Paweł Gut (LKS Poroniec Poronin)         | Dominik Kastelik (SS-R LZS Sokół Szczyrk)           | Paweł Twardosz (PKS Olimpijczyk Gilowice) | Szczyrk Zakopane |
| Junior C           | Dawid Jarząbek (TS Wisła Zakopane)       | Tomasz Pilch (KS Wisła Ustronianka)                 | Damian Skupień (TS Wisła Zakopane)        | Szczyrk Zakopane |
| Junior D           | Kacper Stosel (AZS Zakopane)             | Mateusz Gruszka (AZS Zakopane)                      | Marcin Topór (AZS Zakopane)               | Szczyrk Zakopane |
| Junior E           | Jan Rzadkosz (TS Wisła Zakopane)         | Jan Bukowski (AZS Zakopane)                         | Stanisław Majerczyk (TS Wisła Zakopane)   | Szczyrk Zakopane |
| Dziewczęta starsze | Kinga Rajda (SS-R LZS Sokół Szczyrk)     | Joanna Szwab KS Chochołów SMS Szczyrk)              | Joanna Kil (AZS Zakopane)                 | Szczyrk Zakopane |
| Dziewczęta młodsze | Paulina Cieślar (KS Wisła Ustronianka)   | Anna Twardosz (PKS Olimpijczyk Gilowice)            | Kamila Karpiel (AZS Zakopane)             | Szczyrk Zakopane |

### 2016
| Kategoria          | Zwycięzca                                                  | 2. miejsce                               | 3. miejsce                                           | Skocznie         |
| ------------------ | ---------------------------------------------------------- | ---------------------------------------- | ---------------------------------------------------- | ---------------- |
| Senior             | Adam Ruda (SMS Szczyrk)                                    | Artur Kukuła (KS Wisła Ustronianka)      | Andrzej Zapotoczny (AZS Zakopane)                    | Szczyrk Zakopane |
| Junior A           | Łukasz Podżorski (KS Wisła Ustronianka SMS Szczyrk)        | Krzysztof Leja (AZS Zakopane)            | Paweł Gut (LKS Poroniec Poronin)                     |                  |
| Junior B           | Dominik Kastelik (SS-R LZS Sokół Szczyrk)                  | Paweł Wąsek (KS Wisła Ustronianka)       | Dawid Jarząbek (TS Wisła Zakopane)                   |                  |
| Junior C           | Tomasz Pilch (KS Wisła Ustronianka)                        | Kacper Stosel (AZS Zakopane)             | Kacper Juroszek (Wiślańskie Stowarzyszenie Sportowe) |                  |
| Junior D           | Jan Habdas (LKS Klimczok Bystra)                           | Adam Niżnik (TS Wisła Zakopane)          | Wiktor Fickowski (SS-R LZS Sokół Szczyrk)            |                  |
| Junior E           | Jan Rzadkosz (TS Wisła Zakopane)                           | Wiktor Szozda (WSS Wisła)                | Mateusz Chraścina (Lks Olimpia Goleszow)             |                  |
| Dziewczęta starsze | Magdalena Pałasz (UKS Sołtysianie Stare Bystre - SMS Z-NE) | Anna Twardosz (PKS Olimpijczyk Gilowice) | Joanna Kil (AZS Zakopane)                            |                  |
| Dziewczęta młodsze | Paulina Cieślar (KS Wisła Ustronianka)                     | Sabina Król (AZS Zakopane)               | Róża Pawlikowska (AZS Zakopane)                      |                  |

### 2017
| Kategoria          | Zwycięzca                               | 2. miejsce                               | 3. miejsce                                                 | Skocznie         |
| ------------------ | --------------------------------------- | ---------------------------------------- | ---------------------------------------------------------- | ---------------- |
| Senior             | Artur Kukuła (KS Wisła Ustronianka)     | Krzysztof Leja (AZS Zakopane)            | Michał Gut-Chowaniec (LKS Poroniec Poronin)                | Szczyrk Zakopane |
| Junior A           | Łukasz Bukowski (TS Wisła Zakopane)     | Dawid Krupa (SS-R LZS Sokół Szczyrk)     | Jakub Jurosz (KS Wisła Ustronianka)                        |                  |
| Junior B           | Damian Skupień (TS Wisła Zakopane)      | Tomasz Pilch (KS Wisła Ustronianka)      | Piotr Kudzia (LKS Klimczok Bystra)                         |                  |
| Junior C           | Adam Niżnik (TS Wisła Zakopane)         | Krzysztof Kieta (Wks Zakopane)           | Patryk Hutyra (SS-R LZS Sokół Szczyrk)                     |                  |
| Junior D           | Stanisław Majerczyk (TS Wisła Zakopane) | Jan Habdas (LKS Klimczok Bystra)         | Michał Martynek (Lks Olimpia Goleszow)                     |                  |
| Junior E           | Kacper Jarząbek (TS Wisła Zakopane)     | Antoni Orawski (LKS Olimpia Goleszów)    | Mikołaj Serwatowicz (TS Wisła Zakopane)                    |                  |
| Dziewczęta starsze | Joanna Kil (AZS Zakopane)               | Kamila Karpiel (AZS Zakopane)            | Magdalena Pałasz (UKS Sołtysianie Stare Bystre - SMS Z-NE) |                  |
| Dziewczęta młodsze | Sara Tajner (SS-R LZS Sokół Szczyrk)    | Natalia Kobiela (SS-R LZS Sokół Szczyrk) | Wiktoria Przybyła (SS-R LZS Sokół Szczyrk)                 |                  |

### 2018
| Kategoria          | Zwycięzca                          | 2. miejsce                                                          | 3. miejsce                                | Skocznie         |
| ------------------ | ---------------------------------- | ------------------------------------------------------------------- | ----------------------------------------- | ---------------- |
| Senior             | Krzysztof Leja (AZS Zakopane)      | Krzysztof Miętus (AZS Zakopane)                                     | Andrzej Stękała (AZS Zakopane)            | Szczyrk Zakopane |
| Junior A           | Damian Skupień (TS Wisła Zakopane) | Dawid Jarząbek (TS Wisła Zakopane)                                  | Dominik Kastelik (SS-R LZS Sokół Szczyrk) |                  |
| Junior B           | Mateusz Gruszka (AZS Zakopane)     | Piotr Kudzia (LKS Klimczok Bystra)                                  | Karol Niemczyk (LKS Klimczok Bystra)      |                  |
| Junior C           | Mateusz Jarosz (TS Wisła Zakopane) | Krystian Zygmuntowicz (LKS PORONIEC)                                | Arkadiusz Jojko (WSS Wisla)               |                  |
| Junior D           | Jan Rzadkosz (TS Wisła Zakopane)   | Tymoteusz Amilkiewicz (AZS Zakopane), Klemens Joniak (LKS PORONIEC) |                                           |                  |
| Junior E           | Wiktor Szozda (WSS Wisła)          | Tymoteusz Dyduch (LKS Klimczok Bystra)                              | Kacper Jarząbek (TS Wisła Zakopane)       |                  |
| Dziewczęta starsze | Joanna Kil (AZS Zakopane)          | Joanna Szwab (AZS Zakopane)                                         | Nicole Konderla (WSS WISŁA)               |                  |
| Dziewczęta młodsze | Marcelina Bełtowska (AZS Zakopane) | Wiktoria Przybyła (SS-R LZS Sokół Szczyrk)                          | Pola Bełtowska (AZS Zakopane)             |                  |

### 2019
| Kategoria          | Zwycięzca                             | 2. miejsce                                           | 3. miejsce                                            | Skocznie         |
| ------------------ | ------------------------------------- | ---------------------------------------------------- | ----------------------------------------------------- | ---------------- |
| Senior             | Krzysztof Leja (AZS Zakopane)         | Łukasz Bukowski (TS Wisła Zakopane)                  | Damian Lasota (SS-R LZS Sokół Szczyrk)                | Szczyrk Zakopane |
| Junior A           | Damian Skupień (TS Wisła Zakopane)    | Tomasz Pilch (Wiślańskie Stowarzyszenie Sportowe)    | Wiktor Pękala (SS-R LZS Sokół Szczyrk)                |                  |
| Junior B           | Adam Niżnik (TS Wisła Zakopane)       | Kacper Juroszek (Wiślańskie Stowarzyszenie Sportowe) | Mateusz Gruszka (AZS Zakopane)                        |                  |
| Junior C           | Jan Habdas (LKS Klimczok Bystra)      | Michał Martynek (LKS Olimpia Goleszów)               | Stanisław Majerczyk (TS Wisła Zakopane)               |                  |
| Junior D           | Klemens Joniak (LKS Poroniec Poronin) | Wiktor Szozda (Wiślańskie Stowarzyszenie Sportowe)   | Kacper Jarząbek (TS Wisła Zakopane)                   |                  |
| Junior E           | Kacper Tomasik (LKS Klimczok Bystra)  | Tymoteusz Dyduch (LKS Klimczok Bystra)               | Mikołaj Wantoluk (Wiślańskie Stowarzyszenie Sportowe) |                  |
| Dziewczęta starsze | Joanna Szwab (AZS Zakopane)           | Anna Twardosz (PKS Olimpijczyk Gilowice)             | Joanna Kil (AZS Zakopane)                             |                  |
| Dziewczęta młodsze | Pola Bełtowska (AZS Zakopane)         | Sara Tajner (SS-R LZS Sokół Szczyrk)                 | Amelia Polanowska (AZS Zakopane)                      |                  |